# Jersey (Georgia)
Jersey – miasto w Stanach Zjednoczonych, w stanie Georgia, w hrabstwie Walton.